# (3406) Omsk
(3406) Omsk es un asteroide perteneciente al cinturón de asteroides, descubierto el 21 de febrero de 1969 por Bela Burnasheva desde el Observatorio Astrofísico de Crimea (República de Crimea).

## Designación y nombre
Designado provisionalmente como 1969 DA. Fue nombrado Omsk en homonaje a Omsk ciudad ubicada al sureste de Siberia en Rusia.